# Rabbit Don't Come Easy
Rabbit Don't Come Easy is het elfde album van Helloween. Het meer dan een uur durende album gaat terug naar de roots van de band, maar combineert dit met moderne technieken en muziek.
Het album rockt flink door, met soms een wat zachter nummer. Tijdens de opnames had Helloween geen drummer en werd Mark Cross aangetrokken, die maar twee nummers drumde wegens ziekte. Drummer Mikkey Dee van Motörhead drumde de rest van het album met uitzondering van het bonusnummer op de Japanse uitgave.

## Tracks
1. Just a Little Sign (tevens een single, zie hieronder)
2. Open Your Life
3. The Tune
4. Never be A Star
5. Liar
6. Sun 4 the World
7. Don't Stop Being Crazy
8. Do You Feel Good
9. Hell Was Made in Heaven
10. Back against the Wall
11. Listen to the Flies
12. Nothing to Say
13. Far Away (alleen op het digi-pack als bonustrack)
14. Fast As A Shark (Cover van Accept, alleen op de Japanse uitgave)

## Just a Little Sign
Het openingsnummer gaat over een jongen die verliefd is op een meisje, maar het haar niet durft te vertellen. Hoewel het een treurig verhaaltje lijkt, weet Helloween er een humoristische draai aan te geven. Dit nummer kwam op single uit in een aantal landen.

## Muzikanten
- Andi Deris - zang
- Michael Weikath - gitaar (nog uit de originele bezetting uit 1984)
- Markus Grosskopf - basgitaar (nog uit de originele bezetting uit 1984)
- Sascha Gerstner - gitaar
- Mikkey Dee - drums op tracks 1-6, 8-10, 12 en 13 (sessie)
- Mark Cross - drums op tracks 7 en 11 (sessie)
- Stefan Schwarzmann - drums op track 14